# Аттентат

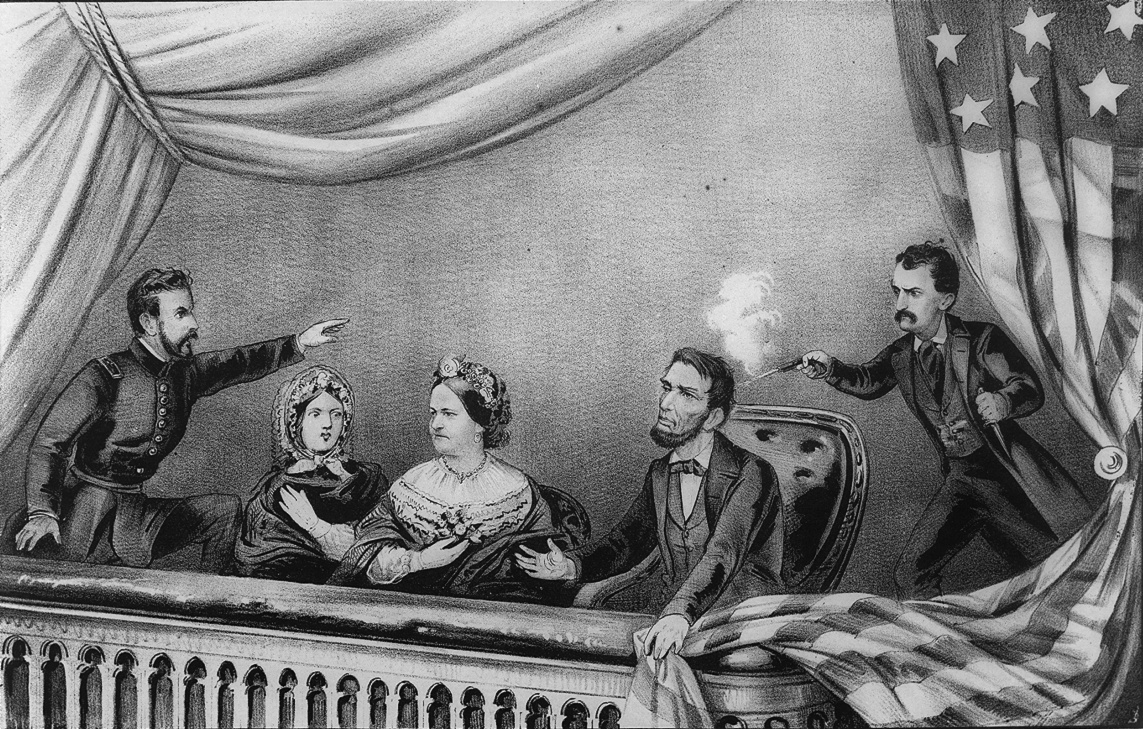
Покушение на Линкольна в театре Форда во время спектакля

Аттента́т (от лат. attentatio через фр. attentat) — устаревшее обозначение покушения на убийство высокопоставленных особ, террористического акта. 
Значения:
- покушение на какое-нибудь противозаконное действие[1]
- покушение на противозаконное действие против существующего порядка, особенно покушение на убийство выдающегося лица[2]
- покушение на чью либо жизнь на политической почве.[3]

Ж. Маланден с соавторами отмечает, что изучение феномена аттентата — в отрыве от более широких понятий, заговоров, тираноубийств, терроризма — началось сравнительно недавно. Он выделяет интерес историков к некоторым аттентатам:
- убийству Марата;
- убийству герцога Беррийского;
- убийству Сади Карно.